# 楊文幹 (唐朝)
杨文幹（6世纪?—624年7月25日），唐朝初年庆州都督。
杨文幹原是太子李建成的宿卫，担任庆州（今甘肃庆阳）都督，私募壮士送长安东宫。
武德七年六月，李淵往仁智宮避暑。李建成派尔朱焕、桥公山，送铠甲到庆州。两人走到豳州（今陕西彬县），突然改变行程往仁智宮，告发杨文幹叛乱。同时，宁州人杜风举到唐高祖所在的铜川仁智宫，也进行告发。唐高祖大怒，产生了废黜李建成的念头，把在长安的李建成召到仁智宫软禁起来，派司农卿宇文颖到庆州传召杨文幹。宇文颖到庆州，却私下告知杨文幹。624年六月廿四，杨文幹起兵造反。唐高祖派遣左武卫将军钱九陇、灵州都督杨师道进击杨文幹。六月廿六，唐高祖派秦王李世民去攻打杨文幹。杨文幹攻下了宁州（今甘肃宁县），但很快被李世民率军击败。七月初五，杨文幹被属下杀死，李世民捉住了宇文颖，将他诛杀。